# Lexa Doig
Alexandra Lecciones "Lexa" Doig (Toronto, 8 de junho de 1973), é uma atriz canadense.
Conhecida pelos papéis de Rommie em Andromeda e Carolyn Lam em Stargate SG-1, ela também interpretou Rowan, no filme de ficção científica e ação Jason X (2001). Desde 2015, ela atua nos filmes de Aurora Teagarden, do canal Hallmark Movies & Mysteries.

## Biografia
Doig nasceu em Toronto, no Canadá, em 1973. É a filha mais nova de Gloria B. Lecciones, enfermeira originária das Filipinas, e de David W. Doig, engenheiro canadense da área de petróleo. Ainda criança, treinou ginástica rítmica e ainda adolescente aprendeu a língua norte-americana de sinais. Seu interesse pela atuação começou aos 9 anos, quando ela assistiu à montagem da peça Porgy and Bess.

## Carreira

### Modelo
Depois de se formar no ensino médio pelo Don Mills Collegiate Institute, ela entrou em um programa vocacional onde começou a trabalhar com modelo. Aos 16 anos, ela foi contratada por um agente e passou a atuar em diversos projetos. O interesse pela atuação nunca a abandonou. De 1991 a 2006 ela co-apresentadora do game-show canadense Video & Arcade Top 10.
Enquanto apresentava o programa na televisão, Doig fazia testes para várias produções, tanto de cinema como de teatro. Nos palcos ela trabalhou em Romeu e Julieta.

### Atuação
Seu primeiro papel na televisão foi de figurante em The Hidden Room (1993). Seu primeiro papel regular foi na série de TV TekWar, em 1994, onde interpretou uma vaqueira. Seu primeiro papel no cinema foi no filme Jungleground (1995). Seu primeiro papel de destaque foi no filme No Alibi (2000).
Entre 2000 e 2005, Doig teve um dos papéis principais na série de Gene Roddenberry Andromeda, onde interpretou a inteligência artificial da nave, um holograma chamado Rommie.
Em 2001, foi uma das protagonistas de Jason X e do décimo filme da franquia Sexta-Feira 13. Nas duas últimas temporadas de Stargate SG-1, Doig interpretou a médica Carolyn Lam em 11 episódios. Em 2010, Doig esteve em seis episódios do remake de V, como a médica alienígena Leah Pearlman. Na série de TV canadense Continuum, Doig interpretou a terrorista Sonya Valentine.
Em 2017, Doig começou a interpretar Talia al Ghul em vários episódios da quinta temporada de Arrow. No mesmo ano, interpretou DeAnn Anderson, uma das protagonistas da série The Arrangement. Em 2019, Doig ingressou no elenco da série da Netflix Virgin River, baseada nos livros de Robyn Carr.

## Vida pessoal

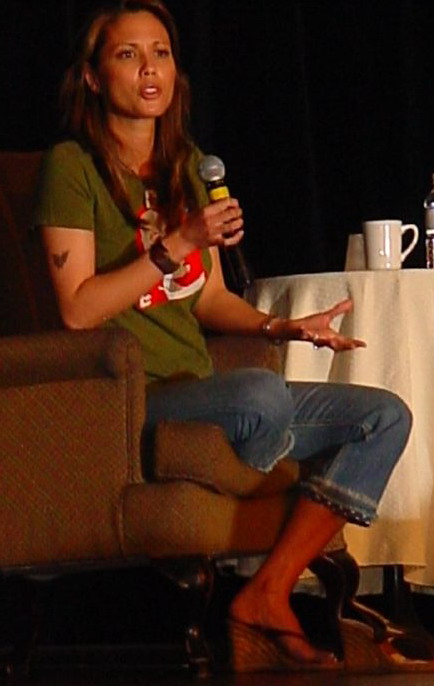
⠀⠀⠀⠀⠀⠀

Doig começou a sair com o ator Michael Shanks depois de se conhecerem nos sets da série Andromeda, onde Shanks fez uma participaou especial em 2001, no episódio "Star Crossed". Eles se casaram em 2 de agosto de 2003 e trabalharam juntos novamente em Andromeda no episódio "Day of Judgment, Day of Wrath". O casal atuou junto mais uma vez nas duas últimas temporadas de Stargate SG-1. O casal tem dois filhos, um menino e uma menina. Shanks é pai de uma filha de um relacionamento anterior com a atriz Vaitiare Bandera.

## Filmografia

### Filmes
| Ano  | Título         | Papel            | Notas |
| ---- | -------------- | ---------------- | ----- |
| 1995 | Jungleground   | Spider           |       |
| 1999 | Teen Sorcery   | Mercedes         |       |
| 2000 | No Alibi       | Camille          |       |
| 2001 | Jason X        | Rowan LaFontaine |       |
| 2011 | Tactical Force | Jannard          |       |

### Televisão
| Ano       | Título                                                      | Papel                      | Notas                                                                                 |
| --------- | ----------------------------------------------------------- | -------------------------- | ------------------------------------------------------------------------------------- |
| 1993      | The Hidden Room                                             | Second Girl                | episódio: "Marion & Jean"                                                             |
| 1994      | TekWar                                                      | Cowgirl                    | filme para TV                                                                         |
| 1994      | TekWar: TekLords                                            | Cowgirl                    | filme para TV                                                                         |
| 1994–1996 | TekWar                                                      | Cowgirl                    | (5 episódios)                                                                         |
| 1996      | Taking the Falls                                            | Netta                      | episódio: "From Russia with Love"                                                     |
| 1996      | F/X: The Series                                             | Reporter                   | episódio: "French Kiss"                                                               |
| 1996      | Flash Gordon                                                | Dale Arden                 | voz principal                                                                         |
| 1996      | Ready or Not                                                | Receptionist               | episódio: "Glamour Girl"                                                              |
| 1997      | While My Pretty One Sleeps                                  | Tse Tse                    | filme para TV                                                                         |
| 1999      | CI5: The New Professionals                                  | Tina Backus                |                                                                                       |
| 1999–2000 | Traders                                                     | M.J. Sullivan              | (temporada 5), 5 episódios                                                            |
| 2000      | Code Name Phoenix                                           | Conchita Flores            | filme para TV                                                                         |
| 2000      | Earth: Final Conflict                                       | Joan Price                 | episódio: Abduction                                                                   |
| 2001      | The Tracker                                                 | Kim Chang                  | filme para TV                                                                         |
| 2002      | The Chris Isaak Show                                        | Detective Lucy Ramirez     | episódio: "Home of the Brave"                                                         |
| 2004      | Human Cargo                                                 | Rachel Sanders             | missérie para TV                                                                      |
| 2005      | The 4400                                                    | Wendy Paulson              | 4 episódios                                                                           |
| 2005      | Killer Instinct                                             | médica                     | episódio: "Forget Me Not"                                                             |
| 2000–2005 | Andromeda                                                   | Andromeda Ascendant/Rommie |                                                                                       |
| 2005–2007 | Stargate SG-1                                               | Dr. Carolyn Lam            | (temporadas 9–10), 11 episódios                                                       |
| 2007      | Second Sight                                                | Jenny Morris               | filme para TV                                                                         |
| 2007–2008 | Eureka                                                      | Dr. Anne Young             | episódios: "Maneater", "Best in Faux"                                                 |
| 2008      | Ba'al: The Storm God                                        | Pena                       | filme para TV                                                                         |
| 2009      | Fireball                                                    | Ava                        | filme para TV                                                                         |
| 2009      | Supernatural                                                | Risa                       | episódio: "The End"                                                                   |
| 2010      | V                                                           | Dr. Leah Pearlman          | (temporada 1), 6 episódios                                                            |
| 2010–2011 | Smallville                                                  | Dr. Christina Lamell       | episódios: "Harvest", "Scion"                                                         |
| 2011      | Health Nutz                                                 | Ivonka                     | episódio: "Good News, Bad News"                                                       |
| 2013      | Primeval: New World                                         | Dr. Mara Fridkin           | episódios: "The Sound of Thunder, Parts 1 & 2"                                        |
| 2012–2015 | Continuum                                                   | Sonya Valentine            | (temporadas 1–3)                                                                      |
| 2012–2014 | Arctic Air                                                  | Petra Hossa                | 9 episódios Indicada – Leo Award de Melhor Performance Feminina em série dramática    |
| 2014      | Saving Hope                                                 | Dr. Selina Quintos         | 3 episódios                                                                           |
| 2015      | A Bone to Pick: An Aurora Teagarden Mystery                 | Sally Allison              | filme para TV                                                                         |
| 2015      | Real Murders: An Aurora Teagarden Mystery                   | Sally Allison              | filme para TV                                                                         |
| 2016      | Three Bedrooms, One Corpse: An Aurora Teagarden Mystery     | Sally Allison              | filme para TV                                                                         |
| 2016      | The Julius House: An Aurora Teagarden Mystery               | Sally Allison              | filme para TV Indicada – Leo Award de Melhor Performance Feminina em um filme para TV |
| 2017–2020 | Arrow                                                       | Talia al Ghul              | (temporadas 5, 7–8)                                                                   |
| 2017–2018 | The Arrangement                                             | Deann Anderson             | papel principal                                                                       |
| 2017      | Dead Over Heels: An Aurora Teagarden Mystery                | Sally Allison              | filme para TV                                                                         |
| 2017      | A Bundle of Trouble: An Aurora Teagarden Mystery            | Sally Allison              | filme para TV                                                                         |
| 2018      | Reap What You Sew: An Aurora Teagarden Mystery              | Sally Allison              | filme para TV                                                                         |
| 2018      | Aurora Teagarden Mysteries: The Disappearing Game           | Sally Allison              | filme para TV                                                                         |
| 2019      | Aurora Teagarden Mysteries: A Game of Cat and Mouse         | Sally Allison              | filme para TV                                                                         |
| 2019      | Aurora Teagarden Mysteries: An Inhertiance to Die For       | Sally Allison              | filme para TV                                                                         |
| 2019      | Aurora Teagarden Mysteries: A Very Foul Play                | Sally Allison              | filme para TV                                                                         |
| 2019–2020 | Virgin River                                                | Paige Lassiter             |                                                                                       |
| 2020      | Aurora Teagarden Mysteries: Heist and Seek                  | Sally Allison              | filme para TV                                                                         |
| 2020      | Aurora Teagarden Mysteries: Reunited and it Feels So Deadly | Sally Allison              | filme para TV                                                                         |
| 2021      | Aurora Teagarden Mysteries: How to Con A Con                | Sally Allison              | filme para TV                                                                         |
| 2021      | Aurora Teagarden Mysteries: Til Death Do Us Part            | Sally Allison              | filme para TV                                                                         |
| 2021      | Chucky                                                      | Bree Wheeler               |                                                                                       |
| 2022      | Aurora Teagarden Mysteries: Haunted By Murder               | Sally Allison              | filme para TV                                                                         |